# Мендисороса
Мендисороса (на испански: Estadio de Mendizorroza) е футболен стадион във Витория-Гастейс, Баска автономна област, Испания. На него играе домакинските си мачове отборът „Депортиво Алавес“.
Официално е открит на 27 април 1974, като това го прави третия най-стар стадион в професионалния футбол на Испания след „Ел Молиньон“ и „Местая“. Претърпявал е няколко реновации и разширения, като най-голямата е завършена през 1999 година, когато се поставят нови трибуни по ъглите, за да се разшири капацитетът до 19 840 души.
През декември 2016 година президентът на клуба Хосеан Керехета обявява нов план за разширение и модернизация, при който капацитетът трябва да достигне 28 000 души. Поради трудности покрай пандемията от COVID-19 в Испания през 2020 година клубът обявява, че строежът ще се забави.
Около стадиона има спортни комплекси с басейни, тенис кортове, баскетболни игрища и писти за лека атлетика.